# Tadeusz Szlenkier (pilot)
Tadeusz Karol Mieczysław Szlenkier (ur. 31 października 1917 w Vevey, zm. 28 września 1998 w Rustington) – major pilot Wojska Polskiego, inżynier lotniczy.

## Życiorys
Syn Karola Stanisława i Haliny z Pfeifferów. W 1925 roku przeprowadził się z rodziną z Radomia do Warszawy, gdzie uczęszczał do I Państwowego Gimnazjum i Liceum im. Stefana Batorego w Warszawie (matura 1935). Należał do 23 Warszawskiej Drużyny Harcerskiej „Pomarańczarnia”. Po zdaniu egzaminu maturalnego w 1935 roku rozpoczął studia na Wydziale Mechanicznym Politechniki Warszawskiej. Na Politechnice uzyskał półdyplom i jesienią 1938 roku wstąpił do Szkoły Podchorążych Rezerwy Lotnictwa w Sadkowie.
Po wybuchu II wojny światowej został schwytany przez oddział Armii Czerwonej. Uzyskał zwolnienie z niewoli i dotarł do Lwowa. Próbował przedostać się na teren Węgier, ale 10 października 1939 roku został ponownie zatrzymany i uwięziony. Od 28 sierpnia 1940 roku w Uchcie pracował jako drwal przy budowie linii kolejowej. Na mocy układu Sikorski-Majski zgłosił się do służby w Wojsku Polskim i otrzymał przydział do Polskiej Eskadry Łącznikowej w dyspozycji gen. Władysława Andersa. 4 kwietnia 1942 roku został ewakuowany do Persji, a następnie do Palestyny. 31 października 1942 roku dotarł do Wielkiej Brytanii, wstąpił do Polskich Sił Powietrznych i otrzymał numer służbowy RAF P-2493. 2 grudnia 1942 roku został skierowany na szkolenie lotnicze w Air Crew Training Centre w Hucknall, które ukończył 14 stycznia 1943 roku. 15 stycznia został przydzielony na dalsze szkolenie do 12 Initial Training Wing (ITW) w Brighton, które ukończył 18 maja 1943 roku. 19 maja rozpoczął szkolenie pilotażowe w 25 (Polish) Elementary Flying Training School (EFTS) w Hucknall. Od 22 lipca kontynuował szkolenie w 16 (Polish) Service Flying Training School (SFTS) w Newton. Po jego ukończeniu od 17 grudnia odbywał praktykę lotniczą w szkole strzelców pokładowych 8 Air Gunnery School (AGS) w Evanton. 20 czerwca 1944 roku rozpoczął kurs myśliwski w 61 Operational Training Unit (OTU) w Rednal. Po ukończeniu szkolenia 9 września 1944 roku został skierowany do 84 Group Support Unit w Thruxton (jednostki pomocniczej 84 Grupy Myśliwskiej RAF).
19 września 1944 roku został przydzielony do dywizjonu 308, w jego składzie wykonał 92 loty bojowe i 1 lot operacyjny. 1 stycznia 1945 roku zestrzelił Focke-Wulfa Fw 190 nad Gandawą.
Po zakończeniu działań wojennych nie zdecydował się na powrót do komunistycznej Polski. W 1963 roku uzyskał tytuł magistra inżyniera na uniwersytecie londyńskim. Rozpoczął pracę w zakładach de Havilland, następnie Canadair oraz Lockheed Corporation. Brał udział w pracach nad konstrukcjami lotniczymi ze skrzydłami o zmiennej geometrii. W późniejszym okresie pracował w Hawker Siddeley Aviation, współpracował z zakładami Dorniera i Fokkera. Od 1974 roku kierował zespołami konstrukcyjnymi współpracującymi z Aérospatiale i Messerschmitt-Bölkow-Blohm przy projekcie Airbusa A320. Od listopada 1977 roku pełnił funkcję szefa biura projektów Hawker Siddeley Aviation, w latach 1980–1983 w Airbus Industrie pracował jako szef departamentu rozwoju technicznego konsorcjum. Brał udział w pracach nad Airbusem A320, A330 i A340, wdrażał nowe technologie w procesach produkcyjnych. W 1985 roku przeniósł się do USA, gdzie pracował w Hamilton Standard Division United Technologies Corporation nad nowymi systemami silnikowymi. W General Motors Corporation był doradcą ds. silników lotniczych oraz aerodynamiki skrzydeł.
W 1991 roku przeszedł na emeryturę i zamieszkał w Saint-Lary-Soulan we Francji. Działał społecznie, zajmował się upamiętnieniem działalności Polskich Sił Powietrznych w Wielkiej Brytanii. Był jednym ze współzałożycieli Historycznego Towarzystwa Lotniczego im. gen. Aleksandra Gabszewicza, członkiem Rady Narodowej Rzeczypospolitej Polskiej w Londynie i Krajowej Rady Lotnictwa w Polsce. Zainicjował wmurowania tablic pamiątkowych upamiętniających działania 131. Skrzydła Myśliwskiego (Gandawa) oraz Szkoły Podchorążych Rezerwy Lotnictwa (katedra polowa Wojska Polskiego w Warszawie).
Zmarł 28 września 1998 roku w Rustington, został spopielony w Worthing. Urna z jego prochami została złożona w rodzinnym grobowcu na cmentarzu Powązkowskim (kwatera Z-3-18,19).

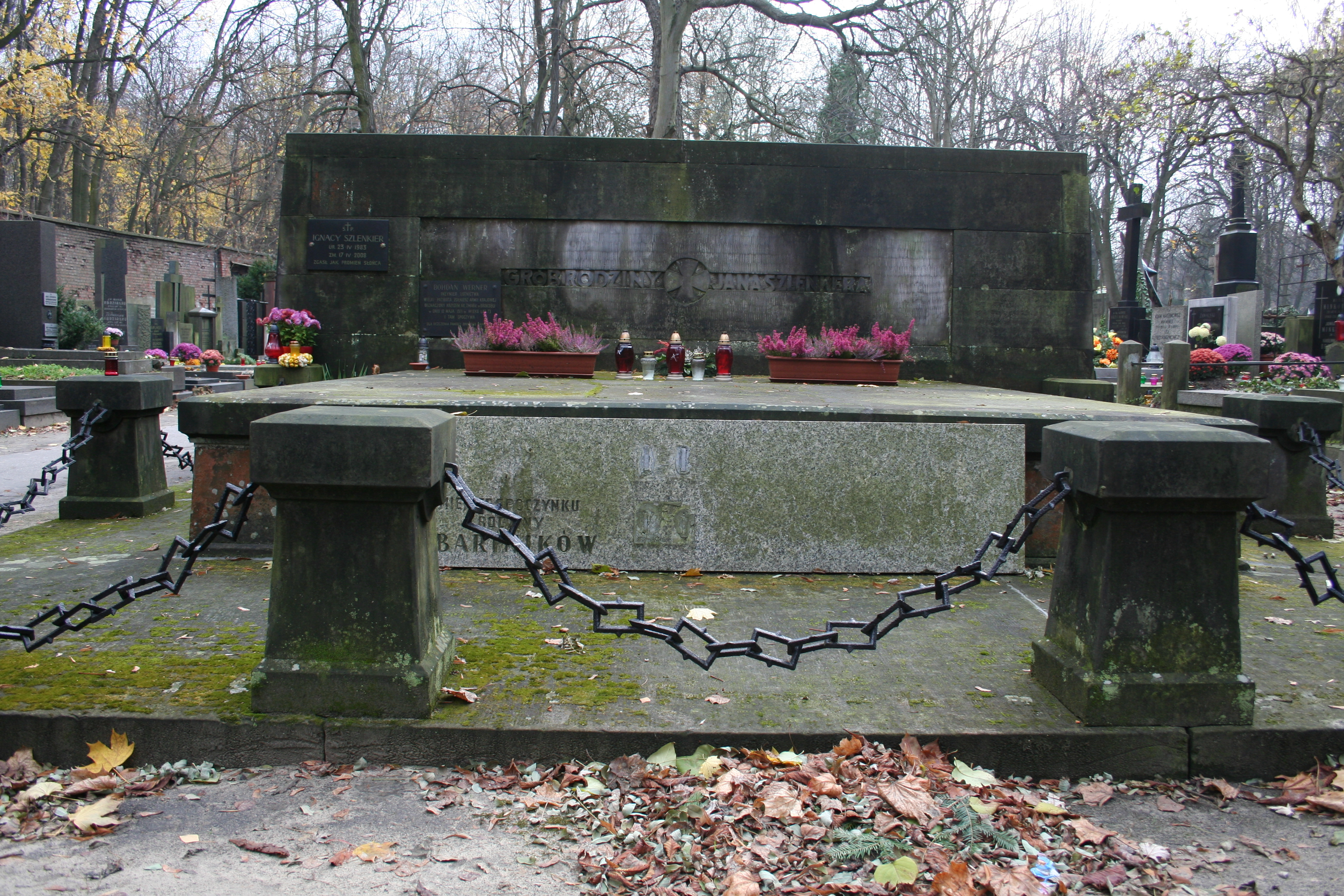
Grób Zofii i Tadeusza Szlenkierów na cmentarzu Stare Powązki w Warszawie

## Życie prywatne
Był żonaty z Hanną z domu Jasiukowicz, mieli czworo dzieci.

## Ordery i odznaczenia
- Krzyż Walecznych – trzykrotnie,
- Medal Lotniczy – trzykrotnie,
- Polowa Odznaka Pilota.